# Balaban-Reaktion
Die Balaban-Reaktion ist eine Namensreaktion in der Organischen Chemie, die nach ihrem rumänischen Entdecker Alexandru Balaban (* 1931) benannt wurde.

## Übersichtsreaktion
Dabei wird ein Propen-Derivat mit einem Carbonsäurechlorid  in Gegenwart einer Lewis-Säure (z. B. AlCl3) umgesetzt. Dabei bildet sich ein Pyrylium-Salz:
Statt eines Carbonsäurechlorids kann auch ein Carbonsäureanhydrid eingesetzt werden.

## Reaktionsmechanismus
Der folgende komplexe Mechanismus wird von Theophil Eicher et al. vorgeschlagen:
Im ersten Schritt reagiert das Säurechlorid mit der C=C-Doppelbindung des Propen-Derivats zu einem Carbeniumion. Die Abspaltung eines Protons führt dann zu einem Enol, das mit einem weiteren Äquivalent des Säurechlorids erneut ein Carbeniumion liefert. Unter Wasserabspaltung bildet sich dann das Pyrylium-Salz.

## Abwandlung
In einer präparativ vorteilhaften Variante der Balaban-Reaktion werden Alkohole oder Halogenalkane benutzt um in-situ das Propen-Derivat herzustellen.